# Stenhomalus coomani
Stenhomalus coomani är en skalbaggsart som beskrevs av J. Linsley Gressitt 1951. Stenhomalus coomani ingår i släktet Stenhomalus och familjen långhorningar. Inga underarter finns listade i Catalogue of Life.